# DKW Munga
Der DKW Munga ist ein leichter allradangetriebener Geländewagen, den die Auto Union GmbH in Ingolstadt zwischen Oktober 1956 und Anfang Dezember 1968 in Serie baute. 46.750 Fahrzeuge verließen in drei Karosserievarianten das Werk; außerdem wurde eine große Anzahl von Teilesätzen produziert. In der Literatur wird auch von ca. 55.000 Einheiten gesprochen; doch selbst unter Berücksichtigung der Fertigungszahlen für den in Brasilien produzierten Typ „Candango“ sind diese Zahlen überhöht. Munga ist die Abkürzung für Mehrzweck-Universal-Geländewagen mit Allradantrieb.

## Entwicklungsgeschichte

### Ausschreibung, Erprobung und Einführung
Der von der Auto Union GmbH gefertigte, allgemein als „Munga“ und auch als DKW MUNGA bezeichnete Geländewagen gehört zu den deutschen Militärfahrzeugen in der sogenannten 0,25-Tonnen-Klasse.
Am 19. Januar 1953 bat die Dienststelle Koblenz unter Leitung von Staatssekretär Theodor Blank, dem späteren Verteidigungsminister, den Verband der Automobilindustrie um Informationen darüber, welche Unternehmen der Kraftfahrzeugindustrie interessiert und in der Lage seien, Fahrzeugtypen und Modelle für die Bundeswehr zu entwickeln und später gegebenenfalls zu fertigen. Nach dieser Anfrage liefen in der Automobilindustrie verschiedene Projekte zur Entwicklung entsprechender Kraftfahrzeuge an.
Öffentliche Mittel für diese Aufgaben standen anfangs nicht zur Verfügung. Unter anderem bestand der Wunsch, in der kleinen Gewichtsklasse (0,25 t) als Ersatz für die im Zweiten Weltkrieg benutzten geländegängigen Motorradgespanne mit Seitenwagenantrieb einen leichten, geländegängigen Kübelwagen zur Verfügung zu haben. Die Auto Union GmbH (DKW) bewarb sich aufgrund der früheren Erfahrungen (Horch Kübelwagen) um das Projekt in dieser Nutzlastklasse, gefolgt von Borgward. Beide Hersteller warteten mit Zweitaktmotoren auf – der DKW mit einem Drei-, der Goliath Typ 31 von Borgward mit einem Zweizylinder. Ein Prototyp von Porsche kam später mit dem Typ 597 als Konkurrent hinzu.
Von Anfang an beschleunigte die Auto Union GmbH dieses Projekt, trieb die Entwicklung zügig voran und griff auf das vorhandene Material aus dem Pkw- bzw. Lieferwagenprogramm zurück. Bereits im September 1953 wurden die ersten Prototypen vorgestellt.
In der weiteren Entwicklungsarbeit bis 1955 wurden die Testfahrzeuge verbessert und militärischen Wünschen angepasst.
Nachdem bereits ab September 1953 die ersten handgefertigten Muster vorgestellt worden waren und erste Vergleichsfahrten folgten, begannen 1955 die umfangreichen öffentlichen vergleichenden Erprobungen der Testkandidaten bei der Bundesgrenzschutz-Schule in Lübeck. Auf der IAA 1955 in Frankfurt wurde der Geländewagen erstmals der Öffentlichkeit präsentiert und von Ludwig Erhard begutachtet. Die Lackierung dieses Prototyps war dunkelgrün.
Der entscheidende Vergleich unter den deutschen Herstellern fand ab dem 2. Januar 1956 statt. Elf DKW-Geländewagen, zwölf Goliath Typ 31 und sechs Porsche 597 wurden dem Lehrregiment in Andernach zur vergleichenden Erprobung übergeben.
In der Verteidigungsausschusssitzung am 13. April 1956 und der gemeinsamen Sitzung des Verteidigungs- und des Haushaltsausschusses am 7. Mai 1956 wurde ein Auftrag über 5000 Fahrzeuge an die Auto Union GmbH und über je 50 Einheiten an die Firmen Porsche und Borgward (Goliath) vergeben. Nach einer weiteren umfassenden Erprobung sollte eine Entscheidung über den zukünftigen Typ in der ¼-Tonner-Klasse gefällt werden.
Bereits 1956 nutzte die Auto Union GmbH verschiedene Veranstaltungen, um den Geländewagen werbewirksam zu präsentieren. Weitere positive Testberichte erschienen. In der Abschlussbesprechung über die Prototypenvorstellung des Herstellers mit dem Bundesministerium der Verteidigung wurde Ende Juni 1956 das Fahrzeug samt militärische Ausrüstung und Ausstattung endgültig abgenommen.
Der Bundesminister für Verteidigung vergab entsprechend den Vorgaben von Mai 1956 am 11. April 1958 der Erprobungsstelle 41 der Bundeswehr in Trier den Erprobungsauftrag für die Fahrzeuge DKW 0,25 t, Goliath Jagdwagen mit 2000 mm und 2100 mm Radstand und Porsche-Geländewagen. Im Oktober 1958 kam schließlich der Folgeauftrag in der 0,25-Tonnen-Klasse für die Auto Union GmbH, die Borgward – trotz des im Goliath Typ 34 mittlerweile eingesetzten Viertaktmotors – und Porsche endgültig aus dem Rennen warf. Erteilt wurde der Auftrag vom neuen Verteidigungsminister Franz Josef Strauß. Er hatte sich im Frühjahr 1958 selbst ein Bild vom Fahrzeug gemacht.

### Kritik und Nachfolger
Wegen der geringen Leistung bei relativ hohem Eigengewicht, der begrenzten Transportkapazität und der veralteten Technik wie etwa dem Zweitaktmotor wurde ab 1965 nach einem Nachfolger für den LKW 0,25t gl. gesucht. Die zu dieser Zeit gelegentlich auftretenden Schäden an Kurbelwellenlagern (bei den 1000er-Motoren) und die Produktionseinstellung des Zweitaktmotors im Konzern trugen wesentlich zu Änderungswünschen bei. Als Nachfolger war ein trinational zu entwickelnder, schwimmfähiger Wagen der militärischen 0,5t gl. Klasse, der sogenannte Europa-Jeep, vorgesehen. Nachdem dieses Projekt gescheitert war, sollte im nationalen Rahmen ein Nachfolger gefunden werden. Im Februar 1966 wurde dem Bundesministerium für Verteidigung ein DKW Munga mit Audi-Motor vorgestellt. Die Erprobung fand ab Sommer 1966 statt. Parallel dazu gab es bereits seit Ende 1963 Entwicklungstendenzen zum Sechszylinder-Zweitaktmotor und einem modifizierten 5-Gang-Getriebe.
Ab 1969 kam als Zwischenlösung der „VW-Kurierwagen“. Der VW 181 wurde ab August 1969 ebenfalls als Fahrzeug für den zivilen Bedarf und für den Bedarf verschiedener Behörden gefertigt.
Nach Erprobung der Angebote mehrerer Hersteller wurde der VW Iltis von der damaligen Audi NSU Auto Union AG eingeführt. Er war in Fortführung der Munga-Technik ab 1978 auf Basis der Karosserie vom Typ Munga 8 (verlängerter Pritschenwagen) entwickelt worden.

## Verwendung

### Einführung
Während ein Großteil der Fahrzeuge ab Dezember 1956 an die deutsche Bundeswehr ausgeliefert wurden (insgesamt weit mehr als 30.000 Einheiten, zu ca. 85 % vom Typ Munga 4), fanden weitere bei der Polizei, beim Bundesgrenzschutz, beim Technischen Hilfswerk und beim Luftschutzhilfsdienst sowie bei ausländischen Streitkräften und ebenso bei der Zollwacht in Österreich Verwendung. Über 2100 Fahrzeuge kaufte die niederländische Armee, fast ausnahmslos den Typ 4. Die ersten Testwagen wurden im Februar 1963 für die Abnahme ausgeliefert. Im März 1963 begann die Fertigung dieser leicht modifizierten NATO-Variante (u. a. Frischölautomatik). Bis 30. März 1963 rollten 15 Einheiten vom Band, im April 1963 wurden 91 Fahrzeuge gefertigt. Per Bundesbahn-Sammeltransport erfolgte die erste Auslieferung am 6. Mai 1963 an Ministry van Defensie in Grevenhagen. Einige wenige Bauteile, so beispielhaft die beiden 12-V-Batterien, wurden in den Niederlanden beschafft und montiert. Die letzten Munga 4 für die niederländische Armee wurden im Februar 1965 ausgeliefert. Bei einigen Fahrzeugen der niederländischen Armee des Fertigungsjahrganges 1964 kam es zu Getriebeproblemen, die auf Produktionsfehler zurückgeführt wurden. Die Fahrzeuge schalteten selbsttätig vom Vorwärts- in den Rückwärtsgang. Bei einer Lieferserie traten an etwa 70 Fahrzeugen Fertigungsfehler an der Schaltgabel auf.
Der Geländewagen wurde bei den britischen und den französischen Besatzungstruppen sowohl im Bundesgebiet als auch in Westberlin genutzt und gehörte damit in Berlin bis zur Mitte der 1970er Jahre zum Alltagsbild. Mehr als 400 Fahrzeuge (alle drei Karosserievarianten) waren bei den westlichen Alliierten sowie der Berliner Polizei im Einsatz. Einige Fahrzeuge aus den Bestellungen des Bundesministeriums des Innern wurden im Rahmen der Entwicklungshilfe von 1959 bis 1964 (beispielhaft Liberia 1959, Kamerun 1960) zur Verfügung gestellt.
Viele Fahrzeuge wurden in der zwölfjährigen Produktionszeit exportiert und fanden Abnehmer von Südafrika bis Nordamerika. Dort und in Deutschland wurde nur ein kleiner Teil der Fahrzeuge von privaten Käufern erworben, vorrangig von Nutzern in der Land- und Forstwirtschaft oder als Expeditionsfahrzeuge. Ein paar Dutzend Fahrzeuge wurden von der Rheinbraun AG für den Einsatz im Rheinischen Braunkohlenrevier sowie von der (West)Deutschen Kaliindustrie für den Salzbergbau erworben. Die stark verbrauchten Kfz aus dem Braunkohlenrevier wurden später verschrottet oder dem zivilen Markt zugeführt. Kfz für den Untertage-Salzbergbau wurden direkt nach Erwerb auf Viertaktmotoren umgerüstet und leistungsmäßig stark gedrosselt; nach der Ausmusterung/Stilllegung verblieben diese Munga aus Kostengründen unter Tage. Summarisch beträgt der Anteil ziviler Käufer im In- und Ausland rund 10 % der gefertigten Fahrzeugeinheiten.
Eine Gesamtaufstellung über die gefertigten Fahrzeuge, ein Fahrgestellnummernindex mit Zuordnung zum produzierten Typ sowie weitere Hinweise zur Kennzeichnung der Fahrzeuge ab Werk (Fahrgestell- und Fabrikschild) ist dem Artikel Die Fahrgestellnummer und das Fabrikschild am DKW MUNGA Geländewagen zu entnehmen.

### Verbleib
Seit Mitte der 1960er-Jahre wurden die ersten Fahrzeuge aus Bundesbeständen ausgesondert und verkauft und damit dem zivilen Markt zugeführt. Sie fanden besonders in der Land- und Forstwirtschaft Verwendung. Vorrangig, zumindest anfangs, waren es Unfallfahrzeuge, die noch nicht die erste Hauptinstandsetzung durchlaufen hatten. Ab Anfang der 1970er-Jahre wurden verstärkt Fahrzeuge aus Bundesbeständen ausgesondert, nachdem sie inzwischen rund 15 Jahre im Einsatz waren. Das galt nicht nur für die Fahrzeuge der Bundeswehr, sondern auch für Einsatzfahrzeuge der Polizei. Ebenfalls sonderten die in Deutschland stationierten Verbände der Alliierten die Fahrzeuge aus. Durch die verstärkte Aussonderungswelle fand der Munga nun auch Liebhaber im Freizeitbereich.
Fahrzeuge aus dem Bestand der Niederländischen Armee wurden ebenfalls ab etwa Mitte der 1970er-Jahre sowohl in der Bundesrepublik Deutschland als auch in den Niederlanden veräußert. Ein Teil der in den Niederlanden verkauften Fahrzeuge wurde nach England exportiert und gelangte dort in den zivilen Markt, so dass sich aktuell noch ein Bestand Variante Munga 4 – Typ NL Armee – in Großbritannien ergibt. Darüber hinaus wurden ausgemusterte Fahrzeuge der Armee in Indonesien (Streitkräfte Indonesiens) zur Verfügung gestellt.
Die Aussonderungswelle aus dem Behördenbereich endete fast ausnahmslos Mitte der 1980er-Jahre.
Die letzten Fahrzeuge der Bundeswehr wurden 1993 über die VEBEG öffentlich versteigert. Im April 1999 bestand noch die Möglichkeit, die in der Wehrtechnischen Studiensammlung in Koblenz zwischengelagerten Fahrzeuge zu erwerben. Zur Versteigerung kamen 3 Fahrzeuge vom Typ LKW 0,25t gl/1000, Munga 4 sowie zwei lange Pritschenwagen, F 91/6, MUNGA 8.
Die Depot-Ersatzteilbestände der Bundeswehr wurden über die VEBEG ausgesondert und in den 1980er Jahren bundesweit, meist in großen Einzellosen, verkauft. Auch die niederländische Armee veräußerte den gesamten Ersatzteilbestand nach der Aussonderung der Fahrzeuge.

### Bestand
Während in den 1980er Jahren etwa 6000 Fahrzeuge in Deutschland privat zugelassen waren, betrug die Anzahl im Jahre 2013 nur noch rund 1000 Fahrzeuge. In dieser Größenordnung bewegten sich die Zulassungszahlen auch in den Jahren 2018 bis 2022.
Im 20. Jahrhundert wurden in Deutschland aus steuer- und/oder versicherungsrechtlichen Gründen DKW Munga als LKW oder Zugmaschinen zugelassen; dieser Bestand tendiert nunmehr gegen null. Der Anteil der Fahrzeuge vom Typ 6, der kurzen Pritschenausführung, ist weiter rückläufig, da diese Karosserievariante nur mit wenigen Einzelexemplaren bei der Bundeswehr und den Katastrophenschutzverbänden im Einsatz war. Der Typ Munga 4 ist sowohl in der früheren Militärversion als auch in der Variante „Behördenausführung“ und der Zivilvariante weiterhin am häufigsten anzutreffen.
Da der Bestand an DKW Munga nach Hersteller- (HSN) und Typschlüsselnummern (TSN) in Deutschland laut Kraftfahrt-Bundesamt nur noch Typen mit mehr als 99 Fahrzeugen beinhaltet, ist auf diese Zahlen nicht zurückzugreifen, da einige Modelle (z. B. Munga 6, alle ursprünglichen Zivilversionen) nicht erfasst sind und das Endergebnis nicht verwertbar ist und sich falsche Schlussfolgerungen ergeben. Hinzu kommt, dass inzwischen ein Großteil der zivil zugelassenen DKW Munga nicht mit der korrekten Typschlüsselnummer, sondern mit der allgemeinen Typschlüsselnummer des Herstellers (000) zugelassen sind. Viele Fahrzeuge werden seit 1994 mit einem Oldtimer-Kennzeichen bewegt.
Bis 2007 beinhaltete der amtliche Bestand neben der Anzahl der angemeldeten Fahrzeuge auch die Anzahl der vorübergehenden Stilllegungen. Seit 2008 enthält der Bestand lediglich den „fließenden Verkehr“ einschließlich der Saisonkennzeichen.
In den Niederlanden ergab sich im Jahr 2013 eine Zulassung von über 100 DKW Munga. Fast ausnahmslos lag eine Zulassung des Modells M 4 im privaten Bereich vor. Die Nutzung des Modells 4 bei der Niederländischen Armee und die ab Ende der 1970er Jahre ausgemusterten Fahrzeuge führten zu einem Aufkauf von privaten Nutzern. Hieraus resultiert der heutige hohe Bestand an Munga-Oldtimern in den Niederlanden.
In Österreich ergab sich im Jahr 2009 noch ein Kontingent von rund 160 Fahrzeugen vom Typ Munga. Im Jahr 2014 lag der Bestand bei weiterhin knapp 170 Einheiten.
2014 konnten in Italien noch über 500 DKW Munga, fast ausschließlich vom Typ 4, festgestellt werden; in den 1970er Jahren wurden zahlreiche DKW Munga aus Bundeswehrbeständen, in einigen Fällen auch aus den Beständen der Niederländischen Armee, nach Italien verkauft. Fast ausnahmslos liegt eine private Nutzung als Oldtimer vor. Der Fahrzeugbestand in Südafrika lag Ende 2013 bei ca. 20. Detaillierte Zulassungszahlen der letzten Jahrzehnte ergeben sich u. a. aus den Zusammenstellungen der Munga-Interessengemeinschaft sowie auf der DVD 2017 der MUNGA-IG.
In der Schweiz beträgt der Bestand weiterhin ein knappes Dutzend.

### Varianten
Anfangs bezeichnete der Hersteller den Wagen als „DKW Geländewagen“ oder „DKW Militärwagen“, ehe er 1955 die Bezeichnung „F 91/4“ erhielt. Spätere Bezeichnungen waren „M-Wagen“, „DKW-Geländewagen 3=6“ oder auch „DKW-Jagdwagen“. In der Militärversion lautete die Bezeichnung bereits seit Ende 1955 durchgängig Lkw 0,25 t gl.
Der Typ 6, Pritsche kurz, wurde auf der IAA 1957 in einer Vorversion dem Publikum vorgestellt. Die Produktion begann im Herbst 1958. Diese Karosserievariante wurde überwiegend im privaten Bereich genutzt, vorrangig in der Land- und Forstwirtschaft. Im militärischen Bereich fand der Wagen keine große Beachtung. Lediglich ein paar wenige Musterfahrzeuge wurden von der Bundeswehr geordert, so beispielsweise Testfahrzeuge für die Militärseelsorger, oder im Rahmen der Erprobung als Feldjäger-Kfz.
Als Zusatzausstattung bei diesem Pritschentyp konnte der Kunde die Variante „Sonderantrieb“ wählen. Neben einer Ackerschiene erhielt der Käufer einen Zapfwellennebenantrieb mit verschiedenen landwirtschaftlichen Aggregaten ab Werk bzw. als Zubehör. Der Antrieb wurde über einen Handgashebel und Drehzahlbegrenzer im Armaturenbrett gesteuert. Einige wenige Fahrzeuge wurden während der Produktionszeit mit einer Kreiselpumpe, einem Zapfwellenkompressor, einem Riemenscheibenantrieb oder einer Seilwinde ausgestattet. Entsprechend der Marktbedeutung gab es besondere Verkaufsprospekte.
Unter dem Namen „Bronco“ wurde der DKW-Geländewagen auf dem nordamerikanischen Markt angeboten. Die Verkaufszahlen waren sehr bescheiden. Offiziell präsentiert wurde das Fahrzeug erstmals auf der Autoshow in Los Angeles 1958, ein Munga 4 mit dem 900er Motor in der Farbe „Polizei-Weiß“.
Unter dem Namen Candango wurde der Typ 4 in ähnlicher Ausführung und Ausstattung bei Veículos e Máquinas Agrícolas (Vemag) in Brasilien gefertigt.
Der Typ 8, Pritsche lang, sollte vorrangig den weiteren Bedürfnissen der Bundeswehr Rechnung tragen, da die Unterbringung von erforderlichem Ausrüstungsmaterial, Waffen, Gepäck und Soldaten bei dem Modell Munga 4 deutlich eingeschränkt war.
Aufgrund der vergleichenden Erprobung der Bundeswehr ab Ende 1961 zwischen dem kurzen und langen Pritschenwagen (Prototypen standen ab Februar 1962 zur Verfügung) fiel die Entscheidung zu Gunsten des MUNGA 8 (Pritsche lang).
Bei der Bundeswehr wurde er jedoch erst ab Ende Juni 1964 eingeführt.

### Karosserievarianten
Der Munga war ab Ende 1956 als viersitziger Wannenaufbau in Stahlblechausführung (lediglich in der Testphase gab es Karosserien aus Kunststoff bzw. Alu) und später zusätzlich als sechs- oder achtsitziger Pritschenaufbau lieferbar. Die Bezeichnung entspricht daher der Karosserievariante:
- Wannenaufbau (Munga 4)
- Pritschenaufbau (Munga 6)
- verlängerte Pritsche (Munga 8)

Diese Bezeichnungen sind nicht mit der Typenbezeichnung F 91/ „x“ identisch. Sowohl für den Typ 6 als auch für den Typ 8 gab es von verschiedenen Karosseriebauern Sonderaufbauten, die teilweise direkt über die Auto Union GmbH vertrieben wurden. Verschiedene kleinere Karosseriebauer im In- und Ausland stellten für die Auto Union Festaufbauten her, teilweise komplette Stahlblechaufbauten, teilweise Aufbauten mit vorderer geschlossener Fahrerhauskabine, offener Pritsche oder hinterem Aufbau mit Plane und Spriegel.
Eines der wenigen handgefertigten Fahrzeuge mit Kunststoffkarosserie aus der Vorserienzeit konnte 2009 von der Munga-Interessengemeinschaft im Ausland ermittelt werden. Dieser Testwagen aus dem Jahr 1955, der als einer von 11 Fahrzeugen bei der Erprobung in Andernach im Einsatz war, wurde durch Vermittlung und Empfehlung der Interessengemeinschaft im Frühjahr 2010 von Audi erworben und dem unternehmensgeschichtlichen Archivbestand zugeführt. Die Munga-Interessengemeinschaft präsentierte diesen ältesten noch erhaltenen Munga auf der Techno Classica in Essen im Frühjahr 2012.

## Technische Daten

### Motor
Anfangs leistete der Motor 36 PS, in der Serienfertigung wurde der 40 PS leistende DKW-Dreizylinder-Zweitaktmotor mit rund 900 cm³ aus der Pkw-Reihe eingebaut. Dieser Motor wurde Ende 1958 durch die „1000er“-Maschine mit einer Leistung von 44 PS ersetzt, so dass die Höchstgeschwindigkeit je nach Karosserievariante auf bis zu 98 km/h anstieg. Die geringste Dauergeschwindigkeit beträgt im Kriechgang 3 km/h. Lediglich in den Versuchsträgern bis Sommer 1956 waren Motoren mit 36 bzw. 38 PS im Einsatz. Die Kurbelwellenlager des 1000er-Motors führten zeitweise in der Praxis vermehrt zu Defekten. Zeitweise wurde die Auto-Union-Frischölautomatik (Getrenntschmierung), die aus dem PKW-Programm stammte, auch für den Munga angeboten. In nur wenigen Sonderfahrzeugen der Bundeswehr war dieses Bauteil ab Werk montiert, ansonsten wurden unter anderem auch alle Munga-Fahrzeuge der niederländischen Armee mit der Frischölautomatik ausgestattet.
Die NSU-Motorenwerke Neckarsulm beschäftigten sich seit 1960 mit dem Wankelmotor und erhielten vom Bundesministerium für Verteidigung einen DKW Munga vom Typ F 91/4 als Versuchsträger zur Verfügung gestellt. Im Mai 1966 wurde Fachjournalisten anlässlich einer Vorführung im Schwäbischen Wald ein auf 80 PS gedrosselter Wankelmotor im Munga vorgestellt. Vorausgegangen waren zahlreiche Werksversuche mit diesem Fahrzeugtyp.

### Getriebe
Das Fahrzeug hat ein mechanisches Zahnradstufengetriebe mit Vorgelege, so dass zehn Gänge (acht Vorwärts- und zwei Rückwärtsgänge) zur Verfügung stehen, und permanenten Allradantrieb. Das über einen Schaltgriff im Armaturenbrett betätigte Geländevorgelege reduziert in jedem Gang das Übersetzungsverhältnis. Es darf nur bei niedriger Motordrehzahl betätigt und nur im reduzierten Geschwindigkeitsbereich genutzt werden. Die Steigfähigkeit beträgt bis zu 70 %, die Wattiefe liegt bei ca. 50 cm. Sowohl der Rückwärts- als auch der 1. Gang sind nicht synchronisiert, so dass sich in der Praxis aus Unkenntnis und mangelnder Sorgfalt Getriebeprobleme ergaben. Lediglich in der Testphase bis Frühjahr 1956 waren die Fahrzeuge mit einem abschaltbaren Allradantrieb ausgestattet. Durch einen weiteren Schalthebel konnte der Hinterradantrieb wahlweise zugeschaltet werden. Dieser entfiel zugunsten des Kriechganges (Vorgelege), um möglichen Antriebsproblemen durch fehlerhafte Bedienung vorzubeugen.

### Achsen
Vorne und hinten waren die Räder einzeln an doppelten Dreieckslenkern aufgehängt. Der ursprünglichen Vorgabe einer Teilevereinheitlichung wurde hierdurch Rechnung getragen. Die Aufhängungen vorn und hinten waren gleich konstruiert; fast alle Teile sind untereinander austauschbar, beispielhaft Achskörperteile, Bremsanlage. Selbst vordere und hintere Spurstangen sind bis auf die Befestigungsvariante (hinten = feststehend = feste Augen) identisch.

### Maße und Lasten/Gewichte
In der Vorserienphase von 1953 bis 1956 gab es unterschiedliche handgefertigte Fahrzeuge, da anfangs ein umfassendes Lastenheft nicht zur Verfügung stand bzw. im Laufe der Bemusterung detaillierte Vorgaben erstellt und geändert wurden. Hierdurch erklären sich unterschiedliche Maße und auch Vorgaben bezüglich der Nutzlast bzw. des Gesamtgewichtes. Konkrete Vorgaben für die Serienherstellung wurden erst im Frühjahr 1956 festgelegt.
In der Literatur sind gelegentlich abweichende Maße und Gewichte angegeben, ausgelöst beispielsweise durch andere Spiegelstellungen, abgeplante Fahrzeuge, andere Bordausstattung, Nichtberücksichtigung der Variante Pkw/Lkw, Übertragungsfehler usw., so unter anderem in: Landwirtschaft im Zeichen der Vier Ringe, Dt. Autos, Offroader und SUV und in den technischen Dienstvorschriften der Bundeswehr (TDv2320), woraus dann auch Fehler in weitergehender militärischer Literatur resultieren, wie z. B. Wehr und Wirtschaft, aber auch Die AUDI-MUNGAS in Feuerwehr-Freak 2/2001, Die Fourwheeler der Armee in Four-Wheel-Fun, Heft 10/1995.
Für die Serienfahrzeuge ergeben sich die nachfolgenden Daten:

#### Maße
Aus den technischen Unterlagen des Herstellers, Stand 1968, Betriebs- und Bedienungsanleitung der Auto Union GmbH, WB 6744 (8J134 XXI) ergeben sich nachfolgende Maße für ein unbelastetes, aufgeplantes, fahrfertiges Kfz.
| Bezeichnung                       | Länge (mm) | Breite (mm) | Höhe mm |
| --------------------------------- | ---------- | ----------- | ------- |
| Typ Munga 4, Wanne                | 3445       | 1705        | 1735    |
| Typ Munga 6, Pritsche kurz        | 3445       | 1830        | 1937    |
| Typ Munga 8, verlängerte Pritsche | 3690       | 1830        | 1937    |

#### Gewicht
Je nach Zulassung als Pkw oder Lkw unterscheiden sich die Leergewichtsangaben erheblich; sie variieren zwischen 1060 und 1315 kg. Das Gesamtgewicht betrug je nach Typ zwischen 1450/1620 und 1885 kg. Hieraus resultiert eine Zuladung von rund 400 bis 700 kg.
Für die drei Karosserievarianten ergeben sich je nach Einsatzzweck (militärisch/zivil, Lkw/Pkw) folgende Werte:
| Bezeichnung                       | Leergewicht zivil | Leergewicht militärisch | Gesamtgewicht kg |
| --------------------------------- | ----------------- | ----------------------- | ---------------- |
| Typ Munga 4, Wanne                | 1085 kg           | 1245 kg                 | 1620/1450 kg*    |
| Typ Munga 6, Pritsche kurz        | 1060 kg           | **                      | 1750 kg          |
| Typ Munga 8, verlängerte Pritsche | 1120 kg           | 1315 kg                 | 1885 kg          |

- *Fahrzeuge in der Zivilausführung (dies gilt auch bei Behörden-Kfz in der Variante „zivil“) bzw. im (späteren) privaten deutschen Zulassungsbereich erhalten nach der für den zivilen Verkehr geltenden ABE ein Gesamtgewicht von lediglich 1450 kg.
- * * nur einzelne Testfahrzeuge und Sonderaufbauten

Militärisches Leergewicht einschl. Fahrer und Ausstattung (militärisches Rüstgewicht – jedoch ohne spezielle Rüstsatzausführungen)

### Elektrik
Während fast alle Fahrzeuge in der Bundeswehrausstattung, alle „NATO-Fahrzeuge“ und ein Großteil der sogenannten „Behördenfahrzeuge“ mit einer 24-Volt-Elektrik ausgestattet waren, wurden die für den zivilen Markt und den Export bestimmten in der Regel in der 12-Volt-Variante mit 160-Watt- oder 300-Watt-Lichtmaschine gefertigt. Für den zivilen Markt war nur auf Wunsch und gegen Aufpreis eine 24-V-Ausführung möglich. Je nach Ausstattung waren die Fahrzeuge grund- oder funkentstört. Ein Großteil der elektrischen Bauteile in der 24-Volt-Version entspricht der Elektrik der NATO-Fahrzeuge der ersten Generation. So sind beispielsweise Schalter, Beleuchtungseinrichtungen, Lichtmaschine kompatibel zu denen aller Lastkraftwagen der so genannten ersten Fahrzeuggeneration von Bundeswehrfahrzeugen.

## Weitere Entwicklung
Im Rahmen der Modellpflege von 1957 bis Ende 1968 wurde vieles technisch verändert und verbessert. Herstellerziel war es, möglichst viele gleiche Teile für alle sechs Karosserievarianten (einschließlich Links- und Rechtslenker) zu produzieren. Aber auch infolge Veränderung der gesetzlichen Bestimmungen, wie Straßenverkehrszulassungsordnung, Anpassung der allgemeinen Betriebserlaubnis, waren im Laufe der Bauzeit verschiedene gesetzliche Auflagen zu erfüllen. Beispielhaft ist der Einbau einer Diebstahlsicherung im „zivilen Zulassungsbereich“ oder die Nachrüstung der Warnblinkanlage im zivilen und militärischen Bereich in der Bundesrepublik Deutschland. Ein Großteil der Entwicklungsarbeiten erfolgte in Zusammenarbeit mit der Bundeswehr. Es wurden verschiedene sogenannte Rüstsatzvarianten konstruiert, erprobt, zugelassen und gefertigt, beispielsweise Sondersignal (Blaulicht und Folgetonhorn), Feuerlöscheinrichtungen sowie Luftlande-, Sanitätseinrichtungs-, Waffenträger-, Funk- und Kreiselgerätrüstsatz. Weitere individuelle Ausstattungsvarianten wurden insbesondere durch die Bundeswehr entwickelt, beispielsweise der Anbau eines Minensuchgerätes. Einige Entwicklungen wurden verworfen, beispielhaft die Umrüstung auf größere Reifen, weil sie sich in der Erprobung durch die Bundeswehr nicht bewährten.
Ebenso wurden Zubehörmöglichkeiten wie Gepäckbrücke am Typ 4, weitere außenliegende Reservekanister, weiteres außenliegendes Reserverad, innenliegendes Reserverad (insbesondere bei Exportvarianten wegen der Zulassungsvorgaben im Ausland), Fahrschulausrüstung für die Bundeswehr, verschiedene Anhängerkupplungen, größere Felgen und in Folge optimierte (breitere und/oder höhere) Reifen, Einspritzanlagen und Nutzung als Behelfskrankenwagen (KrKW) getestet (militärischer Umrüstungsauftrag = Abtransport Verletzter aus unwegsamen Gebiet) und teilweise in die Serie bzw. als Sonderzubehör eingeführt. Einige wenige Fahrzeuge wurden mit Sonderzubehör für Feuerlöschfahrzeuge ausgestattet bzw. nachgerüstet, waren sowohl bei der Bundeswehr (Flughafenbereich), beim Bundesgrenzschutz oder bei Feuerwehren oder auch Werkfeuerwehren im Einsatz.
Die Schwimmfähigkeit wurde ebenso geprüft wie die Verwendung eines 6-Zylinder-Zweitaktmotors mit 70 PS (1966). Funkentstörungen und Triebwerksverbesserungen gab es ebenso wie eine erforderliche Personensicherung beim Pritschenwagen.

## Preise
Die Verkaufspreise betrugen für den deutschen Markt von Ende 1956 bis 1968 je nach Typ und Käuferkreis zwischen 7800 DM und zuletzt (Preisentwicklung 1968) bis zu 11.985 DM. Durch entsprechende Zusatzausstattung (Verdeck für die Ladefläche beim Typ 8 bzw. Sitzbänke bei den Pritschenwagen, Heizungsanlage) stieg der Preis um rund 1250 DM. Mit weiterer Zusatzausstattung, beispielsweise Reservekanister auf dem Vorderkotflügel, Schneeketten, Anhängekupplung, Greifzughalterungen und Seiltrommel, waren Endpreise von bis zu 14.000 DM möglich.

## Fertigungsende
Die Fertigung der „Polizeifahrzeuge“ lief mit der letzten Bestellung bereits im Jahr 1964 aus, 1967 wurden letztmals DKW-Geländewagen an den Katastrophenschutz in Deutschland ausgeliefert, die Lieferung für den Bundesgrenzschutz endete mit dem letzten Folgeauftrag im April 1968. Die 1967 produzierten Fahrzeuge für den Katastrophenschutz wurden anfangs zentral deponiert und den Ländern bzw. Einheiten teilweise erst nach 1970 übergeben.
Die letzten Aufträge für die Bundeswehr wurden für den Typ 8 am 27. November 1968, für den Typ 4 am 5. Dezember 1968 erfüllt und die georderten Fahrzeuge ausgeliefert. Fast ausnahmslos erfolgte eine Überführung dieser Neuwagen an die Bundeswehrdepots. Der produzierte Restbestand an Neufahrzeugen (Produktionsende Dezember 1968) wurde bis März 1969 dem zivilen Markt zugeführt.

## Produktionszahlen
Gesamtproduktion 46.750 Fahrzeuge von 1956 bis 1968
| Jahr | 1956 | 1957  | 1958  | 1959  | 1960  | 1961  | 1962  | 1963  | 1964  | 1965  | 1966  | 1967  | 1968  |
| ---- | ---- | ----- | ----- | ----- | ----- | ----- | ----- | ----- | ----- | ----- | ----- | ----- | ----- |
|      | 249  | 6.083 | 2.328 | 5.805 | 5.304 | 4.743 | 3.868 | 3.721 | 3.435 | 3.265 | 3.358 | 2.274 | 2.317 |

## Persönlichkeiten/Filmgeschichte
Im Januar 1956 wurde der DKW-Geländewagen dem brasilianischen Staatspräsidenten Juscelino Kubitschek während seines Aufenthalts in der Bundesrepublik Deutschland im Auto Union GmbH Werk Düsseldorf vorgestellt. Damit waren die ersten Einführungsabsichten für das Modell „Candango“ vorbereitet.
1959 fuhr Ilse Thouret mit dem DKW Munga 17.000 Kilometer quer durch Afrika, von Tanger durch die Sahara, Nigeria, Belgisch Kongo, Rhodesien nach Kapstadt in Südafrika.
Beim Staatsbesuch von Queen Elizabeth II. in West-Berlin, Mai 1965, wurde die Parade mit einem modifizierten DKW-Munga-Geländewagen vom Typ 6 abgenommen.
Ende der 1960er-Jahre entstand der deutsche TV-Film 11 Uhr 20 von Herbert Reinecker, der als Dreiteiler ausgestrahlt wurde. In diesem Film setzt der Schauspieler Götz George einen Munga 6 in Szene.
Im gleichen Zeitraum entstand die deutsche Fernsehserie um Förster Horn, der mit einem Munga 4 im Taunus im Einsatz war.
1961 wurde in dem Film Komtessen (Malene Schwartz, Ebbe Langberg, Poul Reichhardt), ASA Film, Palladium, Dänemark, mehrfach ein Munga 6 in Szene gesetzt, mit dem auch an der Küste ein Rennen gefahren wurde.
1962 entstand der Film Les grands chemins, in dem ein serienmäßiger ziviler Munga vom Typ 6 Verwendung fand.
Ende der 1970er-Jahre entstand der britische Spionagethriller Die Nadel. Ein umgebauter Munga 8 mit einer Plattformpritsche wurde mehrfach präsentiert.
In weiteren TV-Filmen fand der Fahrzeugtyp Verwendung, so in der Serie Privatdetektiv Frank Kross, Deutschland 1972, im Heimatfilm Kinderarzt Dr. Fröhlich mit dem Sänger und Schauspieler Roy Black, in der Serie Star Gate, Nordsee ist Mordsee, Deutschland 1975, Die Supernasen mit Mike Krüger und Thomas Gottschalk, Deutschland, 1982.
Das Fahrzeug tauchte auch gelegentlich in der Sendung Aktenzeichen XY … ungelöst, meist als Fahrzeug im Polizei- oder Zivilschutz-Dienst, auf.
Das Fahrzeug ist kurz im Spielfilm Otto – Der Film zu sehen.
Der TV-Sender Kabel 1 stellte am 13. November 2004 im Rahmen der TV-Serie „Abenteuer Auto“ den DKW Munga vor. Die Erstausstrahlung der Reportage über den DKW Munga erfolgte am 5. Februar 2005.

## Bildergalerien

### Munga

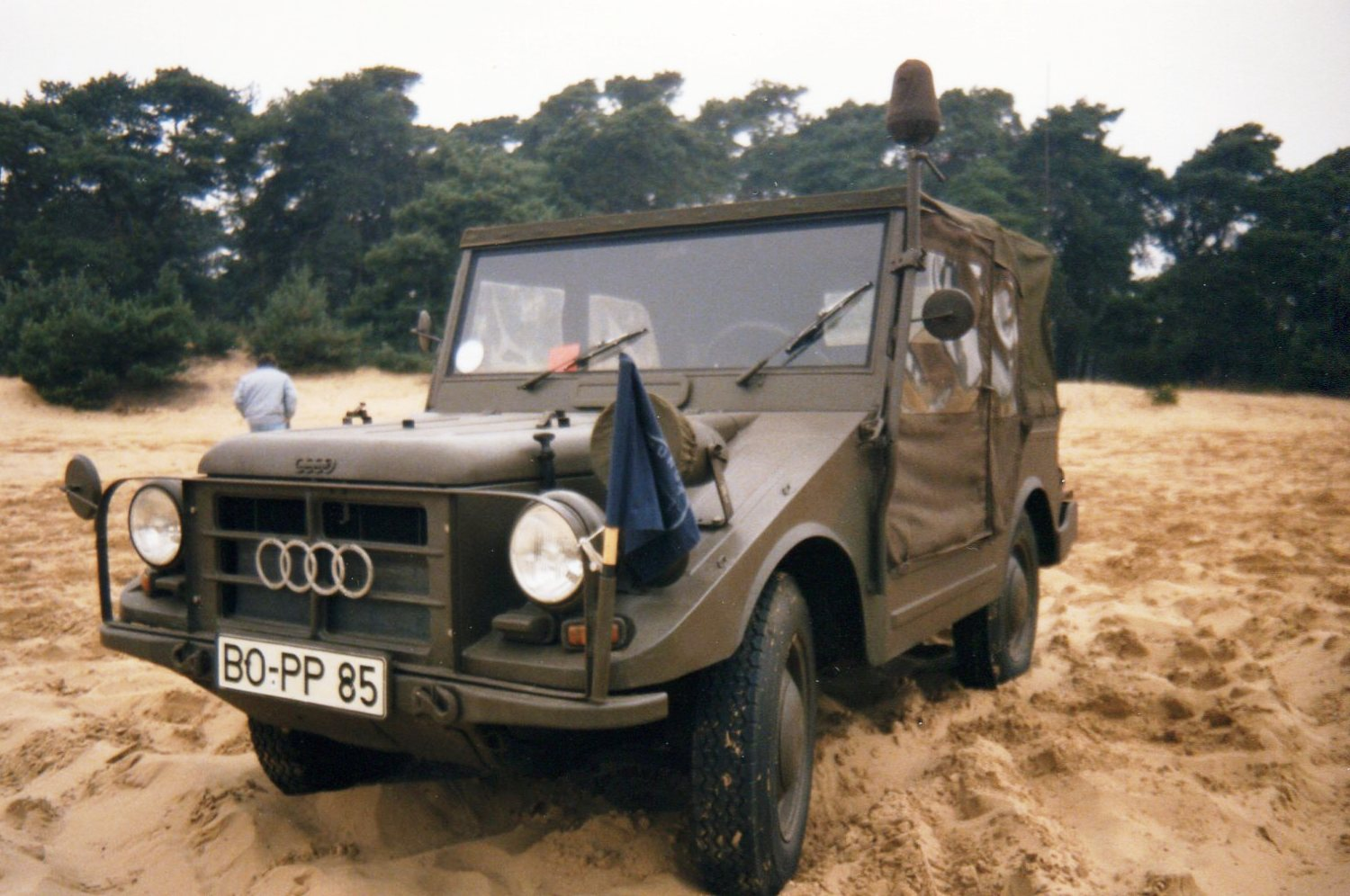
Munga 4, Baujahr 1959, 974 cm³, 44 PS Ausführung A – Bundeswehr – nach der Aussonderung
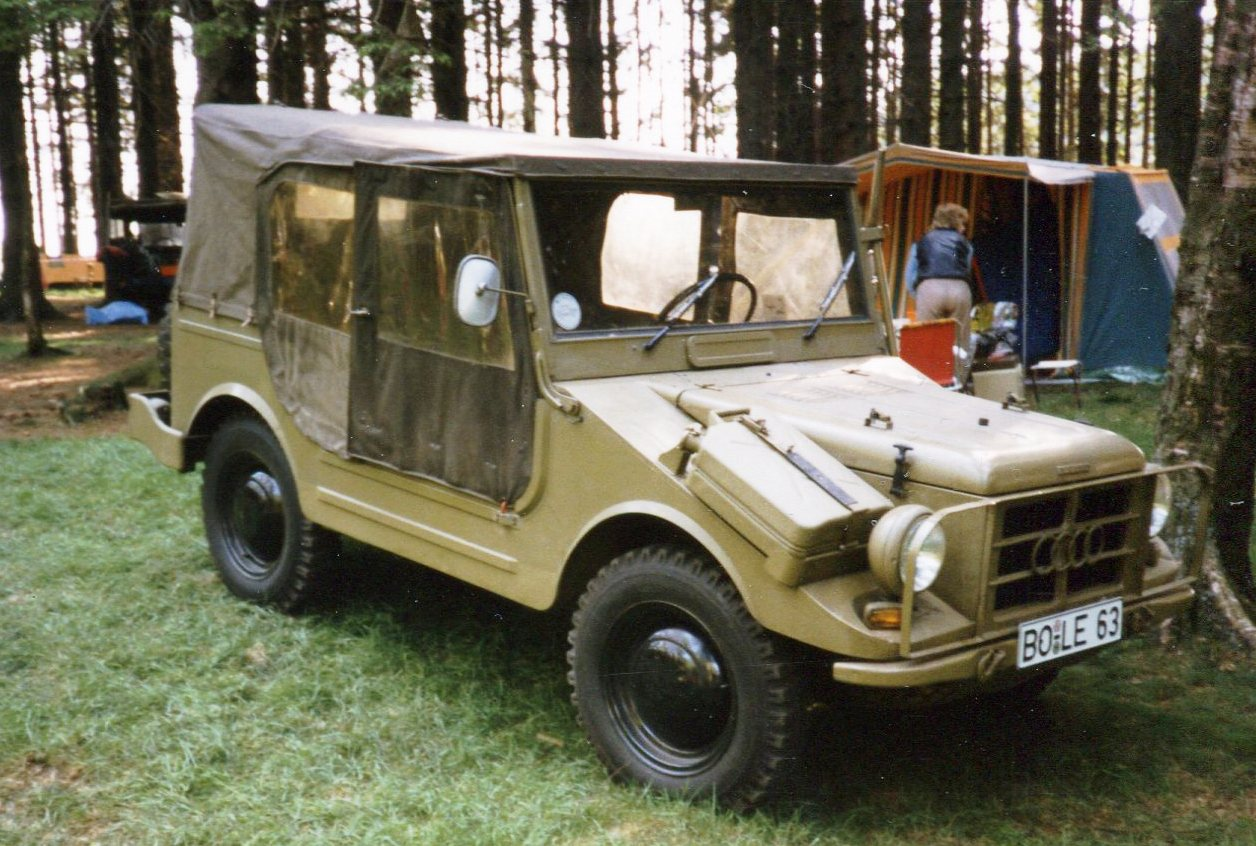
Munga 4, Baujahr 1963, 974 cm³, 44 PS Ausführung B – Zivilschutz – nach der Aussonderung, ehemaliges Fahrzeug des Zivilschutzes Aachen, Witten, zuletzt Ennepetal
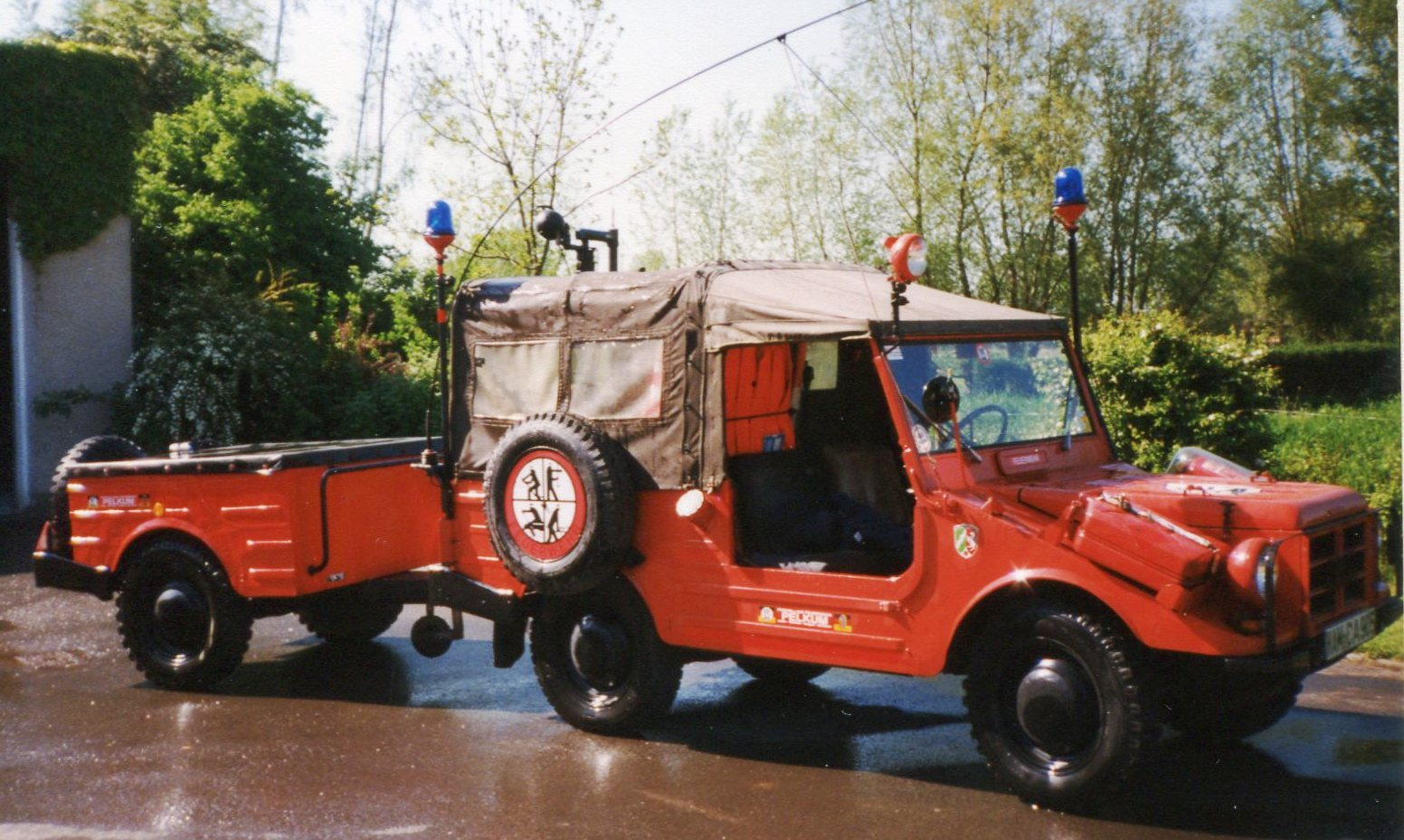
Munga 8, Baujahr 1963, 974 cm³, 44 PS Fahrzeug der Freiwilligen Feuerwehr mit Selbstbau-Anhänger Karosserie Munga 8
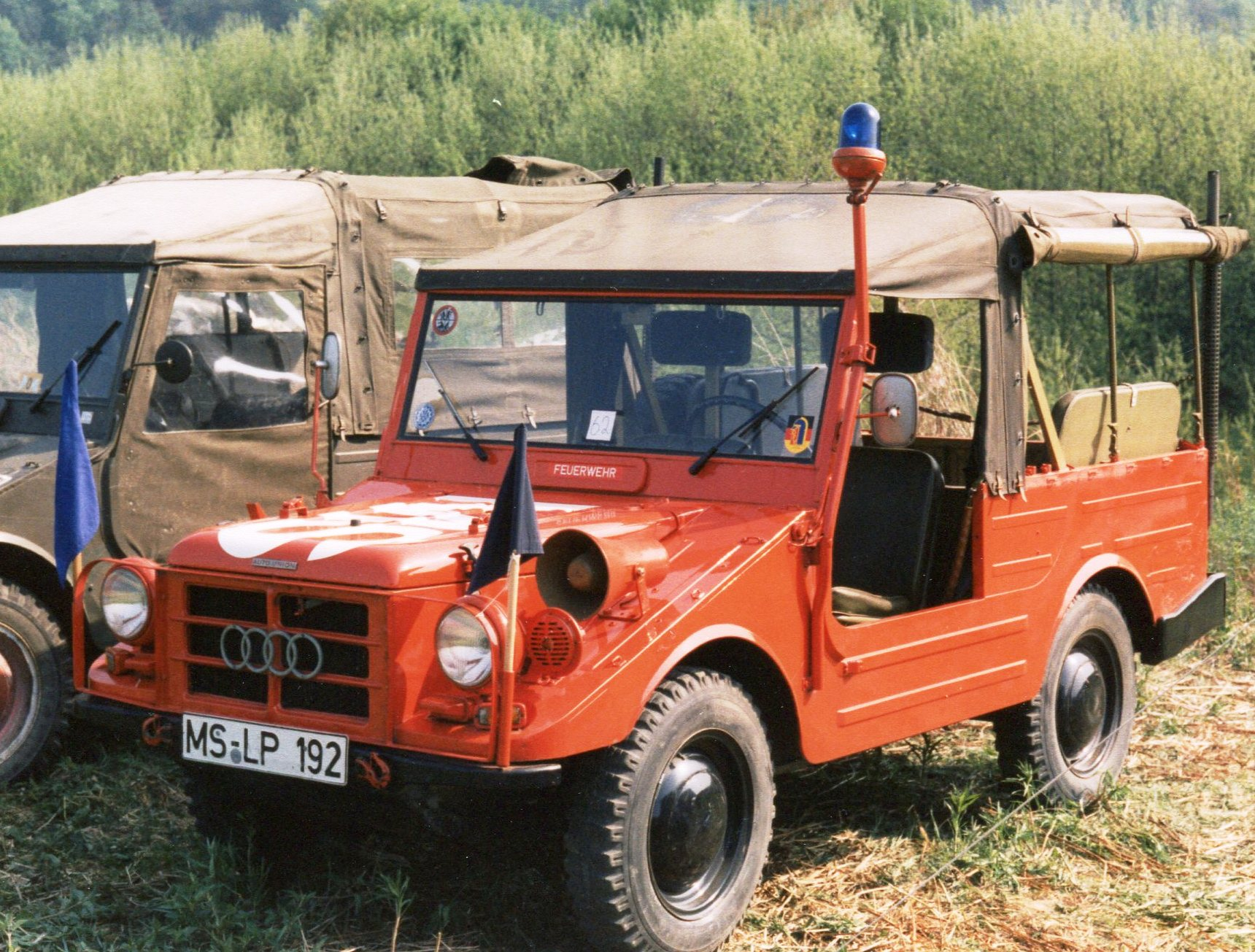
Munga 8, Baujahr 1965, 974 cm³, 44 PS Ausführung B – Zivilschutz, ehemaliges Fahrzeug der Freiwilligen Feuerwehren Borken i.W. und Münster/Westfalen – nach der Aussonderung
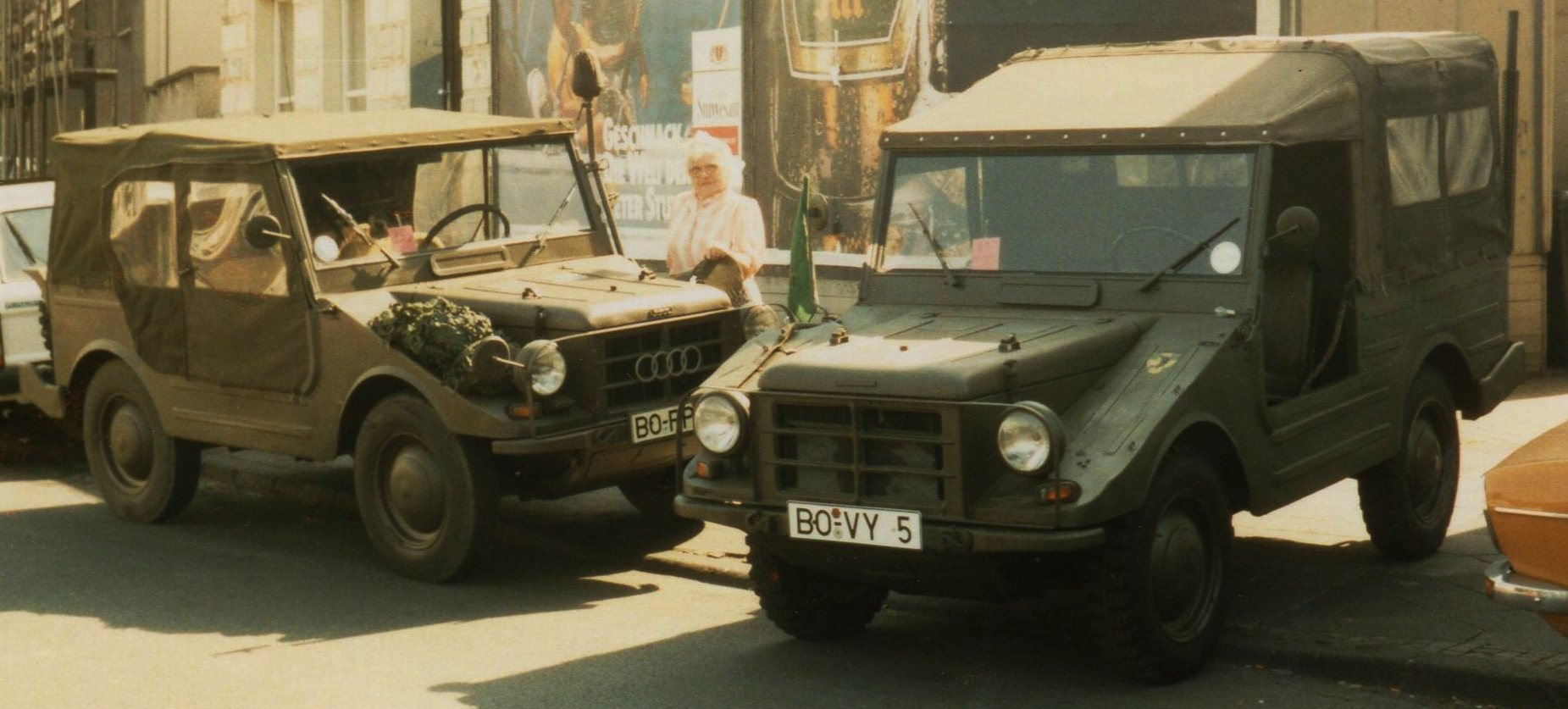
Munga 4 trifft Munga 8, ex Bundeswehrfahrzeuge
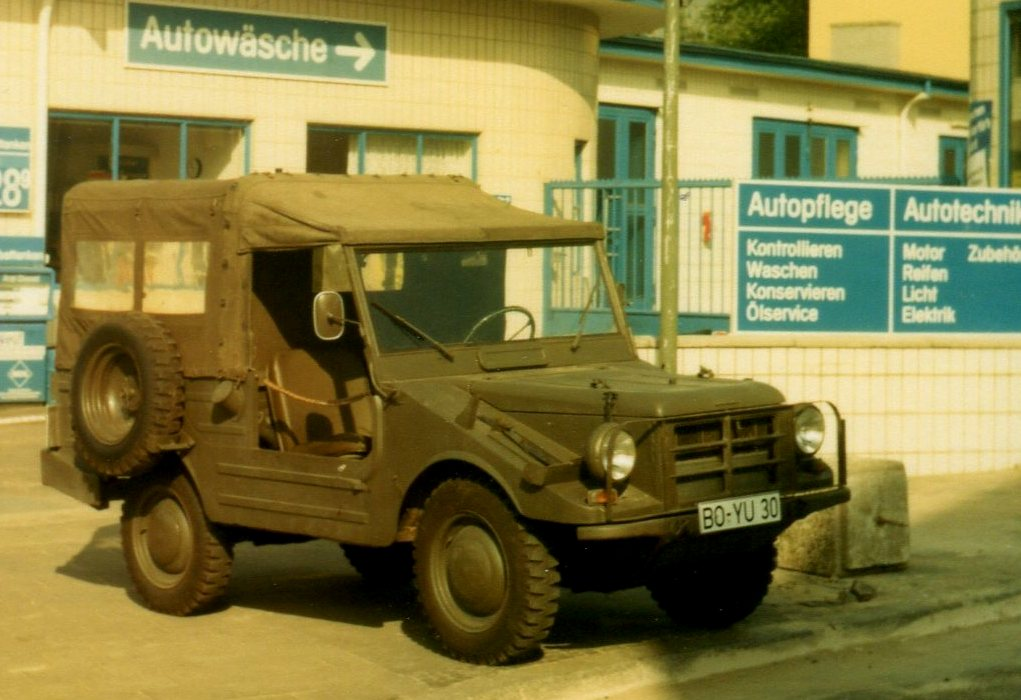
Munga 8, Baujahr 1967, 974 cm³, 44 PS Ausführung A – Bundeswehr – nach der Aussonderung

### Technik

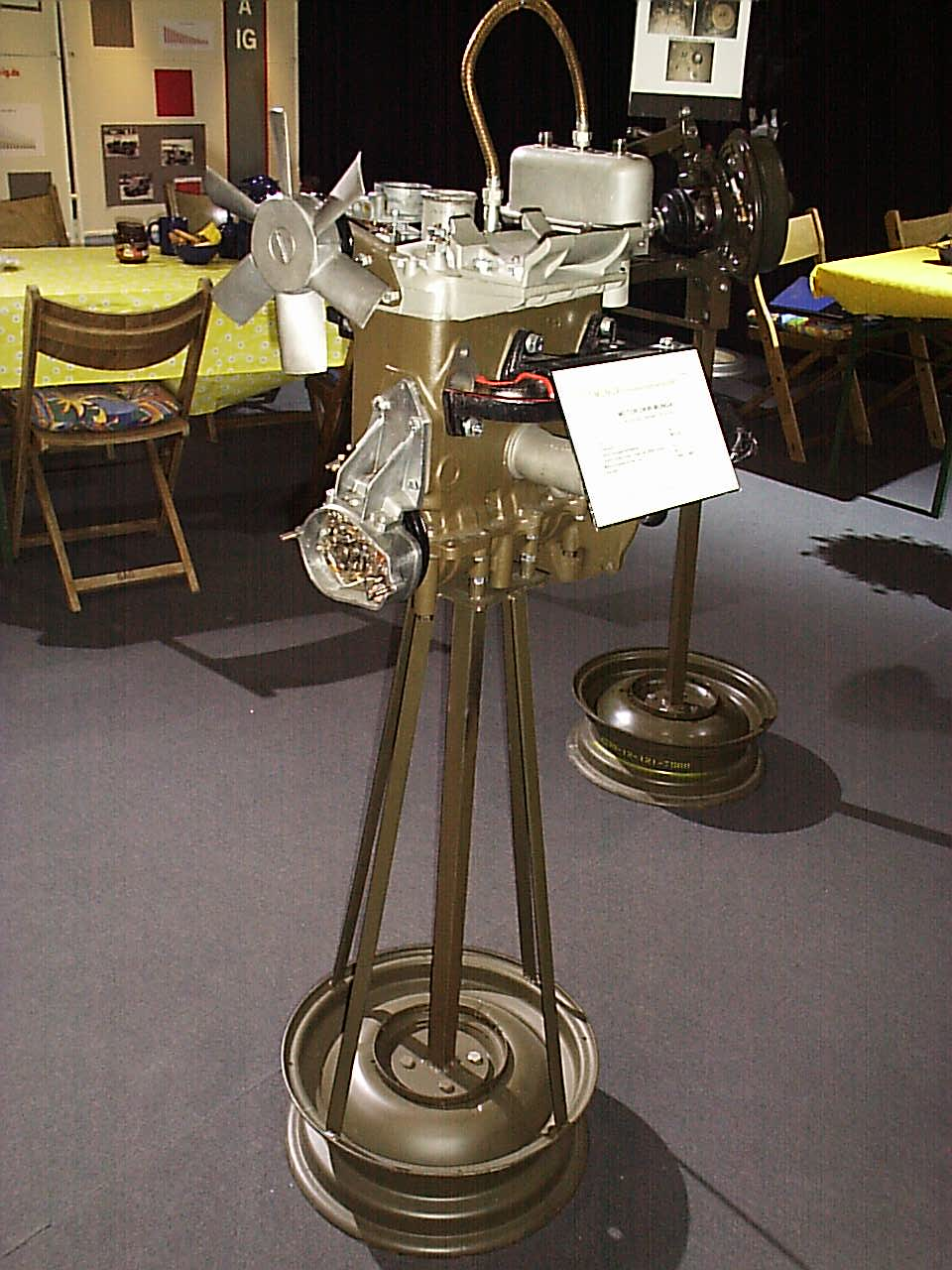
Schnittmodell DKW Munga Motor 44 PS
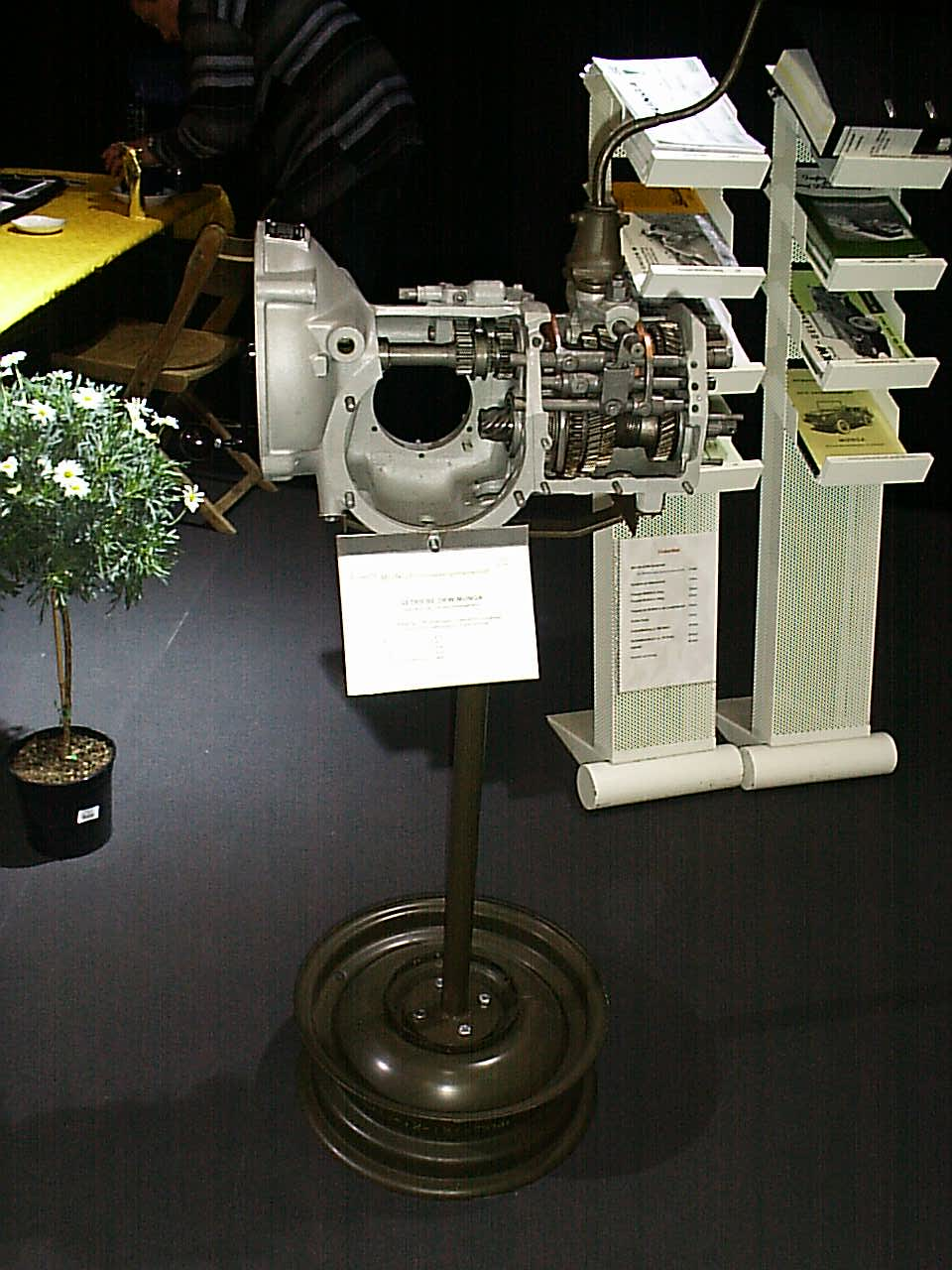
Schnittmodell DKW Munga Getriebe
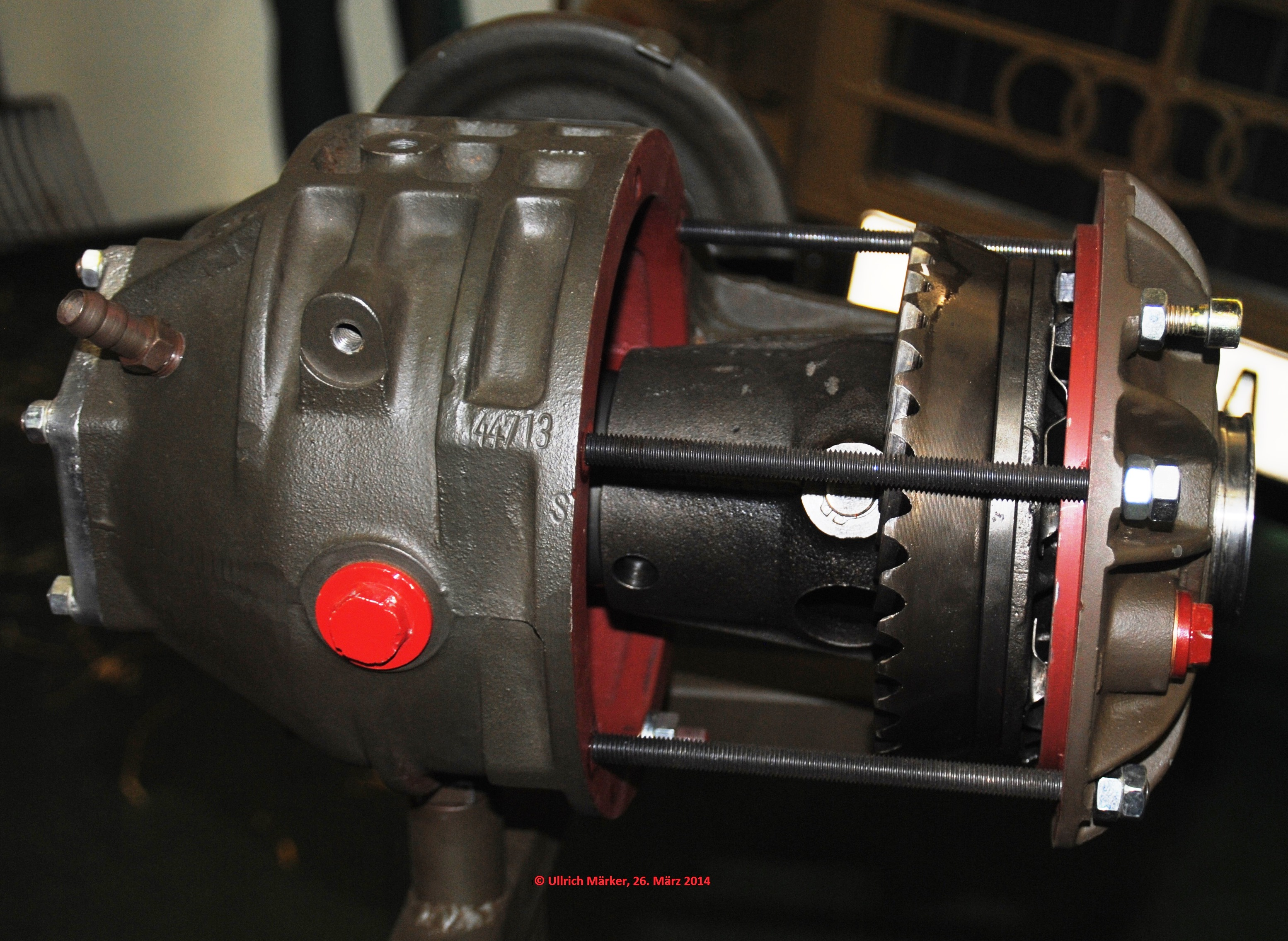
Schnittmodell DKW Munga Hinterachsdifferential, Variante für Gelenkantrieb mit Manschetten
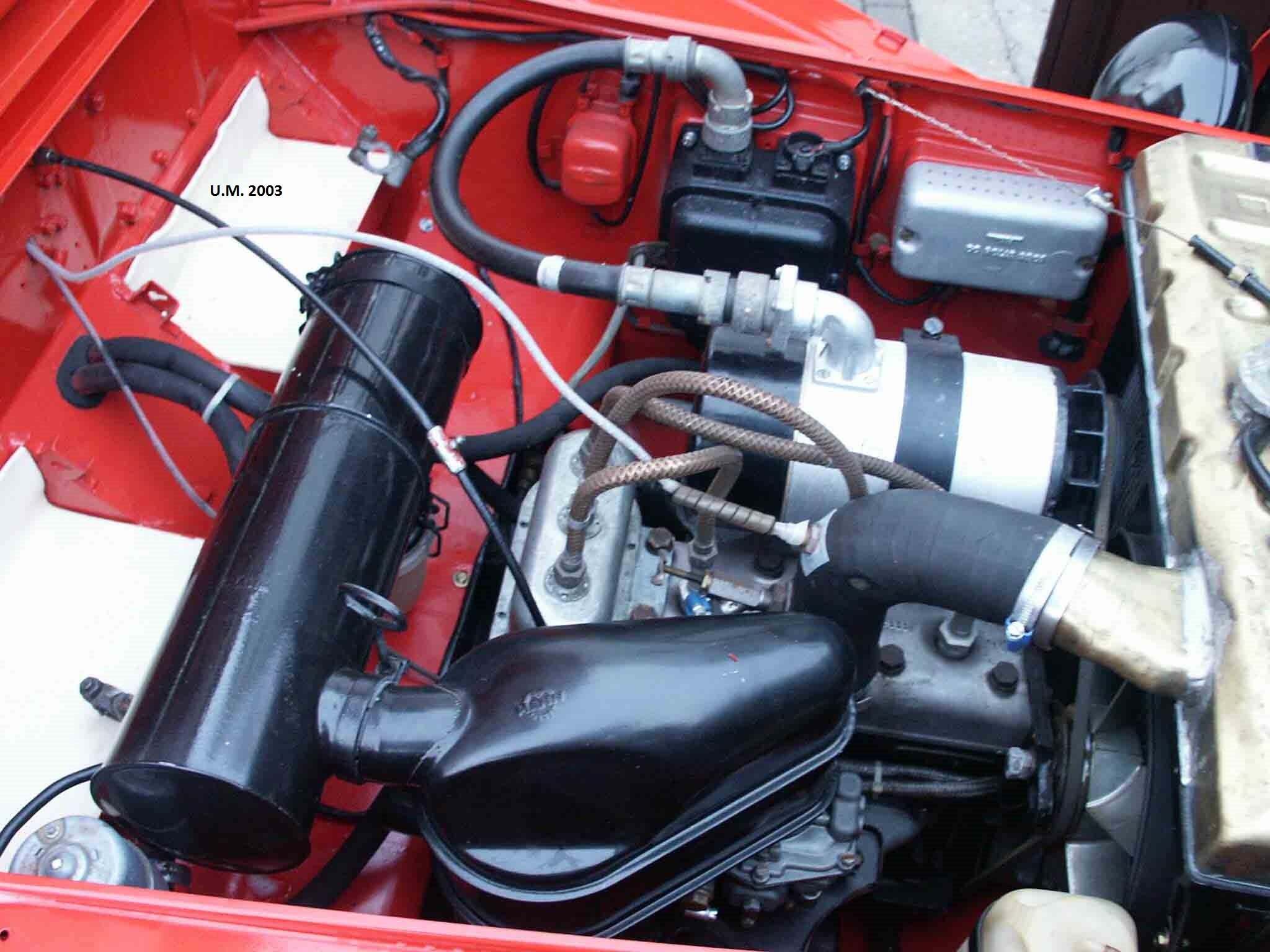
Motorraum, Typ F 91, Ausführung B, noch ohne montierte Sondersignalanlage und Batterien, mit abgeschirmten Zündkabeln